# Fernando da Piedade Dias dos Santos

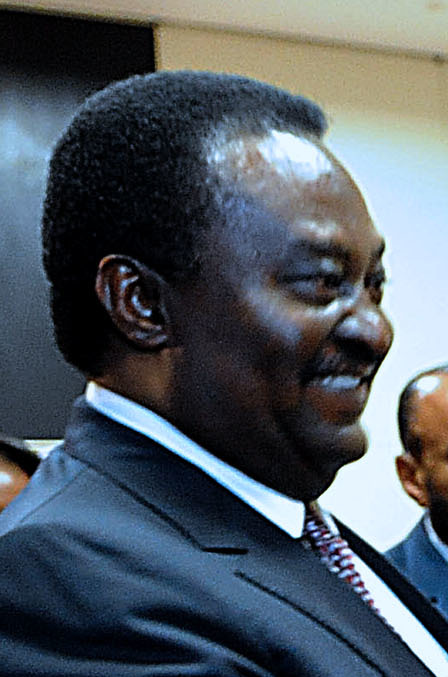
Fernando da Piedade Dias dos Santos (2012)

Fernando da Piedade Dias dos Santo, bijgenaamd "Nando" (geboren 5 maart 1952 in Luanda, Angola) is sinds 5 december 2002 eerste minister van Angola, een post die sinds 1999 onbezet was. Tussen 1999 en 2002 was hij minister van Binnenlandse Zaken.
Nando werd op 5 december 2002 door president José Eduardo dos Santos benoemd tot eerste minister. Hij volgt Marcolino Moco op die in 1999 door de president ontslagen werd. Na het ontslag had de president bepaalde functies van de eerste minister op zich genomen. De aanstelling van Nando wordt dan ook gezien als een stap naar de normalisatie van het politieke leven in Angola, dat door een aanslepende burgeroorlog geteisterd wordt. 
Nando staat bekend als een trouwe medestander van president Dos Santos.